# Nils Middelboe
Nils Middelboe (født 5. oktober 1887 på Flundrarp, Brunnby Sverige, død 21. september 1976 på Frederiksberg) var en af dansk fodbolds første store spillere. Han var blandt andet den spiller, der ved OL i 1908 scorede det første mål for et dansk landshold i en officiel landskamp. Han deltog også ved de to efterfølgende OL-turneringer i 1912 og 1920. Desuden blev han, da han i 1913 flyttede til London, den første udenlandske spiller nogensinde i Chelsea F.C.. Middelboe var i hele sin karriere amatørspiller, og efter afslutningen af karrieren havde han en periode som træner.

## Biografi
Nils Middelboe flyttede som 4-årig med familien fra Brunnby i Skåne til København i 1891. Han havde en søster og og tre ældre brødre. Han blev dansk statsborger 26. februar 1910.
Nils Middelboe indledte sin karriere som seniorspiller i KB som 15-årig, hvor han spillede sammen med to ældre brødre. I efteråret 1903 blev han hentet op på klubbens førstehold og dystede dermed i KBU's bedste række, som på daværende tidspunkt var landets stærkeste turnering. Ved siden af sin fodboldkarriere dyrkede Middelboe også atletik, og han blev blandt andet dansk mester i trespring og 4 x 100 meter, lige som han satte danske rekorder i såvel trespring som 800 meter løb. Han var desuden en ypperlig bandy- og tennisspiller
Som fodboldspiller var Middelboe halfback. Han blev, trods at han stadig var svensk statsborger, udtaget til det danske landshold, som deltog i OL i London i 1908, og som blev de første officielle landskampe med et dansk hold efter nogle uofficielle kampe i årene forinden. Han scorede Danmarks første officielle mål i kampen mod Frankrigs B-hold, en kamp Danmark vandt med 9-0. I alt fik han 15 landskampe, hvori han scorede 7 mål i perioden 1908-1920. Med landsholdet vandt han sølvmedalje ved OL i 1908 og OL i 1912. Han vandt i perioden 1904-1913 fire KBU-mesterskaber og afsluttede den danske del af sin karriere med det første DM for KB, da mesterskabet indførtes 1913.
Middelboe blev student 1905 fra Frederiksberg Latin- og Realskole (det senere Frederiksberg Gymnasium) og tog juridisk embedseksamen fra Københavns Universitet 1913 for samme år at rejse til England, hvor boede i 23 år.
Middelboe skrev i 1913 en kontrakt med Newcastle United F.C., men fik af klubbens ledelse tilladelse til at skifte til Chelsea F.C., inden han nåede at spille for klubben. Han flyttede til London, og her meldte han sig ind i Chelsea, hvor han spillede til 1923, hele tiden som amatør, skønt han kunne have tjent en pæn portion på at blive professionel. Han fik 1913 ansættelse i British Bank of Northern Commerce og indtrådte i 1917 i bankfirmaet Frederick Huth & Company, fra 1927 som chef for valutaafdelingen. Han udtalte selv, at han ikke var fodboldgal, så derfor kom bankkarrieren i første række. Han fik også en ordning, så han ikke behøvede at spille på udebane. På trods af denne lidt luksusprægede indstilling blev Middelboe i sin første kamp, 15. november 1913 mod Derby County FC, udpeget som anfører. Han kom til at spille 175 kampe, deraf 41 kampe i Division One, for Chelsea og var klubbens første ikke-britiske spiller. 15. november 1919 vandt Chelsea med 4-0 på hjemmebane over Preston North End F.C., og her scorede han karrierens eneste mål i den engelske liga. Han spillede efterfølgende i to amatørklubber, nemlig London Corinthians og London Casuals FC, og sad i disse klubbers bestyrelse og spilleudvalg, inden han stoppede karrieren i 1926. Derefter var han et års tid direktør for i Clapton Orient. På opfordring af det engelske fodboldforbund holdt han flere foredrag om fodbold.
Nils Middelboe vendte i 1936 tilbage til Danmark, hvor han blev sekretær og træner for KB og samtidig udnævnt som æresmedlem. I perioden med ham som træner vandt KB blandt andet DM i fodbold i 1940. Da KB i 1946 fejrede sit 70-års jubilæum, inviterede man som en æresbevisning for Nils Middelboe Chelsea til en venskabskamp. Han blev direktør for KB-Hallen efter åbningen 1938 og frem til 1959. Som foredragsholder og kursusleder blev han benyttet overalt i landet, og fra 1942-1964 sad han i DBUs trænerudvalg.
Nils Middelboe var bror til fodboldspillerne Einar og Kristian Middelboe.
Deras forældre var den danske kunstmaler og reproduktionstekniker Bernhard Middelboe (1850-1931) og svensk fødte Hilda Horndahl (1852-1924). Nils Middelboe blev gift 1917 i London med Margaret Ada Comins (1891-1975).

## Statistik

### Fodbold

#### Landsholdskarriere
- 15 A-landskampe (11 sejre, 0 uafgjorte, 4 nederlag – målscore 71-15)
- 7 mål
- Debuterede som spiller nummer 6
- Indskiftninger: 0
- Udskiftninger: 0
- Anfører: 10 kampe

#### Landskampe
Middelboe deltog i Danmarks første 12 officielle landskampe samt nr. 14, 18 og 36.
1. 19.10.08 Danmark-Frankrig B 9 – 0 2 mål OL-kvartfinale
2. 22.10.08 Danmark-Frankrig 17 – 1 1 mål OL-semifinale
3. 24.10.08 England-Danmark 2 – 0 OL-finale
4. 05.05.10 Danmark-England 2 – 1 Amatører
5. 21.10.11 England-Danmark 3 – 0 Anfører Amatører
6. 30.06.12 Danmark-Norge 7 – 0 1 mål Anfører OL kvartfinale
7. 02.07.12 Danmark-Holland 4 – 1 Anfører OL semifinale
8. 04.07.12 Danmark-England 2 – 4 Anfører OL finale
9. 06.10.12 Danmark-Tyskland 3 – 1 2 mål Anfører
10. 25.05.13 Danmark-Sverige 8 – 0 1 mål Anfører
11. 05.10.13 Sverige-Danmark 0 – 10 Anfører
12. 26.10.13 Tyskland-Danmark 1 – 4 Anfører
13. 05.06.14 Danmark-England 3 – 0 Anfører Amatører
14. 04.06.16 Danmark-Sverige 2 – 0 Anfører
15. 29.08.20 Danmark-Spanien 0 – 1 OL-slutrunde

### Atletik

#### Danske mesterskaber
- Guld 1911 Trespring 12,93
- Sølv 1911 400 meter
- Guld 1911 4 x 100 meter 48,0
- Sølv 1910 400 meter
- Guld 1910 Trespring 13,29
- Sølv 1910 4 x 100 meter 47,8

#### Danske rekorder
- Trespring: 13,67 København 19. august 1911
- Trespring: 13,44 Næstved 23. juli 1911
- Trespring: 13,29 B.93s bane 7. august 1910
- 800 meter: 2,05,2